# Északi hadjárat (Magyarország)
Az északi hadjárat a magyar Vörös Hadsereg 1919-es hadművelete volt, mely a csehek által megszállt, hajdan Magyarországhoz tartozó felvidéki területek elfoglalásáért indítottak. A hadjárat valódi célja, az önálló Szlovák Tanácsköztársaság megteremtése azonban rejtve maradt annak június 16-ai kikiáltásáig. Maga a hadművelet jelentős sikert ér el, visszafoglalta a Felvidék jelentős részét. Ez leginkább a szervezett katonaságnak és a tehetséges tiszteknek volt köszönhető. A sikeresnek mutatkozó hadjárat későbbi leállítása, a haderők visszavonása, és főként a hadjárat valódi céljának napvilágra kerülése, azaz a Szlovák Tanácsköztársaság kikiáltása demoralizálta a magyar Vörös Hadsereg katonaságát, a politikai és diplomáciai fiaskó miatt a hazafiak és a hivatásos képzett tiszti kar elhagyta a sereget.
Később, a Szlovák Tanácsköztársaság kikiáltása által keltett politikai botránya ellenére még megmaradt párthű egységek a románok elleni támadásban gyorsan felmorzsolódtak.

## Előzmények
A Vix- és Smuts-jegyzék visszautasításának negatív következményei hamar érezhetővé váltak. Április 16-án a román hadsereg előrenyomult a Tisza vonaláig. 1919. április 27-én a csehszlovák csapatok is átlépték a demarkációs vonalat, és május 2-án, Angione olasz ezredes vezetésével elfoglalták Miskolcot. A Vörös Hadsereg május 9-én indította meg ellentámadását, és május 20-án foglalták vissza Miskolcot, majd Kassát és Csap-Munkács térségét is. Megmozdult az antant. A csehszlovákok a kudarc miatt az olasz vezetést okolták, ezért Luigi Giuseppe Piccione tábornok és az olasz misszió küldetése május 30-án véget ért. A csehszlovák katonai misszió vezetését a franciák vették át. Francia egységek szerb csapatok segítségével elfoglalták Hódmezővásárhelyt, Makót és környékét.
A tanácskormány így végveszélybe jutott, s fel kellett ismernie, itt már nem pusztán a magyar határokról, hanem saját létéről van szó. Ha nem védekezik teljes erővel, megbukik a tanácshatalom. Ezért belső viták után úgy döntött, nem mond le, hanem mégis vállalja az ország védelmét. A honvédelem felvállalása sikert hozott. Tízezrek jelentkeztek katonának, a hadsereg létszáma megháromszorozódott. A tisztikar zöme is a tanácshatalom mellé állt. Tehetséges parancsnokok is akadtak, mint Stromfeld Aurél vezérkari ezredes és Tombor Jenő vezérkari főnök, akik kidolgozták a későbbi északi hadjárat tervét.

## Az északi hadjárat
A Vörös Hadsereg ellentámadása május 20-án Miskolc elleni támadással indult, a várost a Kerekess József vezérkari tiszt által irányított 1. Hadosztály indította. A következő napokban a város ellen a cseh és román haderők összevont ellentámadást indítottak, de azt visszafoglalni nem tudták. Ezt követően az ostromlott Salgótarján is felszabadult és Eger térségéből is kiszorították a cseheket a demarkációs vonalig.
Az Északi-hadjárat 1919. május 30-án indult. Kassa irányába a támadás csak lassan bontakozott ki, Losoncot azonban már az első napon felszabadította a magyar Vörös Hadsereg. A következő napokban a cseh ellenállás a teljes frontszakaszon összeomlott, sorra szabadultak fel a többségben akkor még magyarok által lakott területek, a hadjárat legjelentősebb sikere Kassa felszabadítása lett 1919. június 6-án. A bevonuló vöröskatonákat a déli területeken felszabadítóként üdvözölték, az északi területeken azonban már gyakoribb volt a csehszlovák katonai mellett a civil ellenállás is.
A támadás mintegy 150 km mélységben benyomta a cseh frontot. A kellően előkészített támadás sikert ért el. Nem csupán számos nagyvárost foglalt vissza, mint Kassát, Miskolcot, Eperjest, de elszakította egymástól a cseh és román hadsereget. Mihelyst a Vörös Hadsereg elérte Eperjest, a Tanácskormány javaslatára kikiáltották a Szlovák Tanácsköztársaságot.
A sikeres támadást az antant beavatkozása állította meg. Clemenceau francia miniszterelnök két jegyzékben is követelte a Vörös Hadsereg visszavonását. Cserébe a román hadsereg is visszavonul, s az eddig el nem ismert, gazdasági blokád alatt álló tanácskormányt meghívják a békekonferenciára - hangzott az ígéret.
A vélemények megoszlottak. Stromfeld Aurél nem értett egyet a terület feladásával, mert a vérrel szerzett terület feladása demoralizálja a hadsereget. A kormány azonban a hatalma fennmaradása érdekében elfogadta az antant ajánlatát. A jól induló északi hadjárat így csak félsikert hozott.

## Következmény
A visszavonulás, a vérrel elfoglalt területek harc nélküli feladása negatív hatással volt a harci morálra, azonban a haderő nem esett szét, továbbra is jelentős erőt képviselt.
Amikor egyértelművé vált, hogy a románok nem hajlandók visszavonulni a Tisza vonalától, a Forradalmi Kormányzótanács  újabb támadást készített elő Julier Ferenc vezérkari főnök javaslatára.
A többszörös túlerőben lévő román hadsereg elleni támadás végzetesnek bizonyult. A Tiszán átkelő csapatok rövid előrenyomulás után erős ellenállásba ütköztek és visszavonulásra kényszerültek. A katonai összeomlást segítette, hogy  a Forradalmi Kormányzótanács  lemondott A románok átkeltek a folyón, s mert nem volt már ütőképes hadsereg, mely ellenálljon, gyorsan Budapest felé nyomultak, több helyen azonban még komolyabb ellenállásba ütköztek, de ennek ellenére is viszonylag simán meg tudták szállni a fővárost és Magyarország nagyobb részét.